# Kalle Suosalo
Kalle Aleksander Suosalo (jusqu'en 1906 Karl Aleksander Finni) (né le 9 février 1869 à Messukylä et mort le 2 mars 1918 à Pietarsaari) est un boulanger finlandais et un secrétaire de district du Parti social-démocrate de Finlande et député du parlement de Finlande.

## Biographie
Après avoir fréquenté l'école itinérante, il travaille comme ouvrier, maçon et charpentier dans une briqueterie puis dirige une boulangerie à Messukylä jusqu'en 1906 et à Pietarsaari de 1906 à 1915. 
Il est secrétaire du parti social-démocrate de Finlande pour la circonscription nord du comté de Vaasa (fi) et président en 1915–1918.
En 1917, il est élu député du SDP de la circonscription nord du comté de Vaasa. 
Il est aussi membre du conseil du SDP et membre du comité de district de la circonscription nord du comté de Vaasa.
Pendant la guerre civile finlandaise, le 15 février 1918, Kalle Suosalo est emprisonné par des Blancs et il est abattu le 2 mars lors des exécutions de Pietarsaari (fi) avec, entre autres, l'avocat Johannes Jääskeläinen.

## Famille
En 1891, Kalle Suosalo épouse Liisa Haak. 
Leurs fils sont l'acteur et metteur en scène Martti Suosalo et le maçon Vilho Suosalo, qui sera député du SKDL de 1962 à 1966. 
L'acteur Martti Suosalo, né en 1962, est le petit-fils de Martti Suosalo, décédé en 1954.